# Parque Militar Nacional de Gettysburg
El Parque Militar Nacional de Gettysburg protege e interpreta el paisaje de la Batalla de Gettysburg de 1863 durante la Guerra de Secesión de los Estados Unidos. Ubicado en Gettysburg, Pensilvania, el parque es administrado por el Servicio de Parques Nacionales. Las propiedades de parque nacional incluyen la mayor parte del campo de batalla de Gettysburg, muchas de las áreas de apoyo empleadas durante la batalla (p. ej., zonas de reserva, suministros y ubicaciones de hospitales) y varias otras áreas no relacionadas con la batalla, asociadas con las «secuelas y conmemoraciones» de la misma, incluido el Cementerio Nacional de Gettysburg. Muchos de los 43 000 artefactos de la Guerra de Secesión del parque se exhiben en el Museo y Centro de Visitantes de Gettysburg. 
El parque tiene más zonas boscosas actualmente de las que tenía en 1863, por lo que el Servicio de Parques Nacionales mantiene un programa en curso para restaurar partes del campo de batalla a sus condiciones históricas no boscosas, así como para replantar huertos históricos y lotes de bosque que ahora están desaparecidos. Además, el Servicio de Parques Nacionales está restaurando plantas nativas en prados y bordes de carreteras, para fomentar el hábitat y proporcionar un paisaje histórico. También hay considerablemente más caminos e instalaciones destinadas a mejorar la experiencia de turistas que visitan el parque del campo de batalla. 
La asistencia de visitantes en 2018 fue de 950 000 visitas, una disminución del 86% desde 1970. Los cinco principales parques de campos de batalla de la Guerra de Secesión operados por el Servicio de Parques Nacionales (Gettysburg, Antietam, Shiloh, Chickamauga/Chattanooga y Vicksburg) tuvieron un total combinado de 3.1 millones de visitantes en 2018, un 70% menos que los 10.2 millones de 1970.
El parque fue añadido al Registro Nacional de Lugares Históricos el 15 de octubre de 1966.

## Adquisición federal de tierras

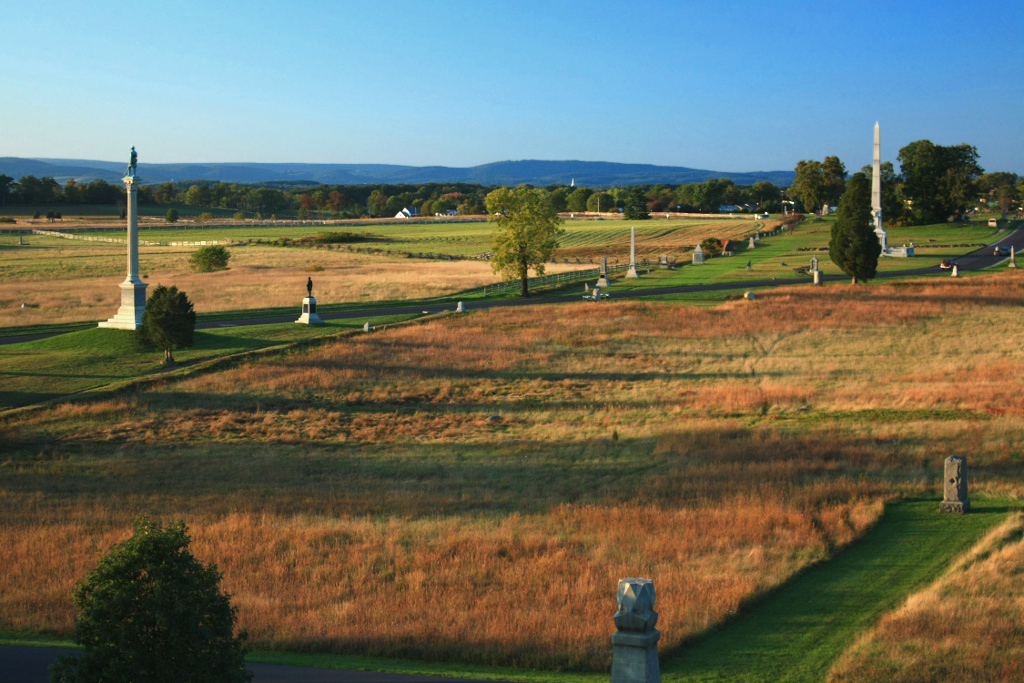
Campo de batalla y monumentos del Monumento Conmemorativo de Pensilvania.

La Asociación Conmemorativa del Campo de Batalla de Gettysburg 1864 y, más tarde, algunas asociaciones de veteranos adquirieron algunas tierras para monumentos conmemorativos y conservación del campo de battalla (p. ej., la extensión del Monumento a la 72.ª Infantería de Pensilvania con el monumento conmemorativo estatuario representado en el cuarto de dólar de los Parques Nacionales 2011). La adquisición federal de tierras que se convertiría en el parque nacional de 1895 comenzó el 7 de junio de 1893, con nueve extensiones de 58.1 metros cuadrados cada una y un décimo lote más grande de 4900 metros cuadrados de la Asociación, así como 1110 metros cuadrados de Samuel M Bushman. Además de la compra de tierras, las expropiaciones federales incluyeron los derechos de paso del ferrocarril eléctrico de Gettysburg, en 1917. Los terrenos incluyen además las 64.75 hectáreas donadas por la Asociación de Preservación del Campo de Batalla de Gettysburg en 1959 y las 107 hectáreas de la Fundación W. Alton Jones.
La Fundación Gettysburg es una organización educativa filantrópica sin fines de lucro 501 (c) (3) que opera en asociación con el Servicio de Parques Nacionales para preservar el Parque Militar Nacional de Gettysburg y el Sitio Histórico Nacional de Eisenhower, y para educar al público sobre su importancia. Entre otras actuaciones, la Fundación recaudó fondos y construyó el nuevo Museo y Centro de Visitantes, inaugurado en 2008, y aseguró fondos para la creación de una nueva tienda de cañones que preserva diariamente los casi 400 cañones que representan las líneas reales de artillería en el campo de batalla. Además, la Fundación Gettysburg ha proporcionado aproximadamente 20 millones de dólares en apoyo directo del Servicio de Parques Nacionales desde 2009. El centro de visitantes alberga el Museo Gettysburg de la Guerra Civil Americana y el siglo XIX, que incluyen la pintura circular del Ciclorama de Gettysburg.
El parque quedó oficialmente bajo control federal el 11 de febrero de 1895 con una ley titulada «Una ley para establecer un parque militar nacional en Gettysburg, Pensilvania». Este proyecto de ley permitió oficialmente la transferencia de la escritura del parque al Secretario de Guerra por parte de la Asociación Conmemorativa del parque nacional del Campo de Batalla de Gettysburg.
En febrero de 2009, la Ley Pública 106-290 añadió la Casa de David Wills, donde Lincoln completó su discurso de Gettysburg, al parque nacional, quedando gestionada por la Fundación Gettysburg. En 2010, un intento de expandir la cantidad de tierras de propiedad federal del Parque Militar Nacional de Gettysburg fracasó finalmente en el Congreso.

## Monumentos conmemorativos

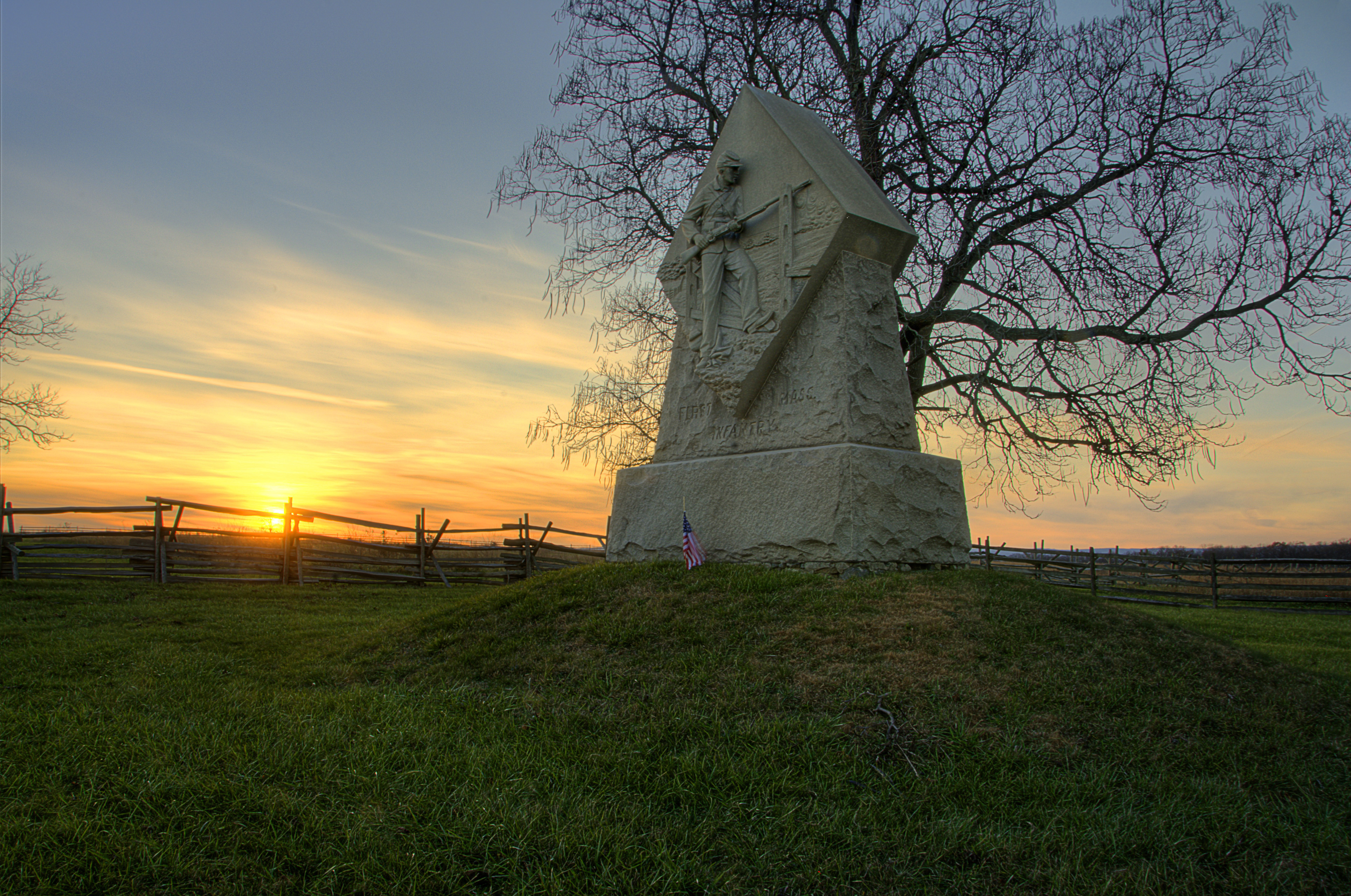
Monumento al 1º de Massachusetts al atardecer.

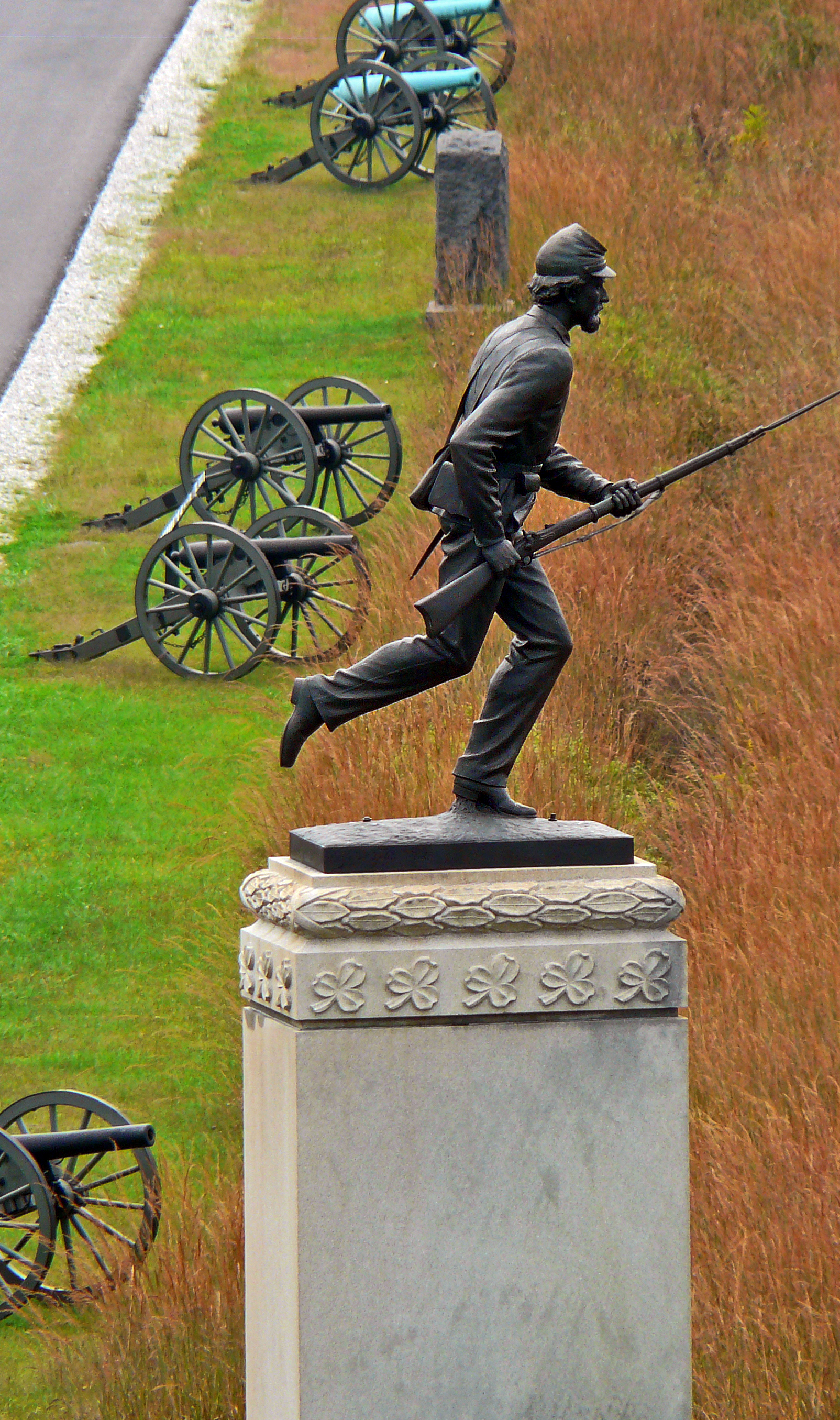
Monumento al 1º de Minesota, Cemetery Ridge.

El parque ha sido un lugar muy simbólico para conmemoraciones y recuerdos. El 19 de noviembre de 1963 se celebró un desfile y una ceremonia en Gettysburg para conmemorar el centenario del discurso del presidente Lincoln en Gettysburg, ofrecido menos de cinco meses después de la Batalla de Gettysburg. El actor Raymond H. Massey, en el papel del presidente Lincoln, llegó en un tren de vapor de la década de 1860 a la estación de Gettysburg. Cabalgó en el desfile al igual que lo hiciera Lincoln en su momento, dirigiéndose a caballo hasta el cementerio nacional, donde el actor Massey pronunció el famoso discurso del presidente (esta vez, por brevedad, el discurso previo de dos horas pronunciado por Edward Everett no fue leído). El desfile siguió la misma ruta que el presidente Lincoln y el gobernador Andrew G. Curtin tomaron cien años antes. El expresidente Dwight D. Eisenhower, que vivía cerca, estaba allí acompañado por el gobernador William W. Scranton. La asistencia a la conmemoración de 1963 fue inferior a las entre 20 000 y 30 000 personas que asistieron al discurso original del presidente Lincoln en 1863. Miles de fotógrafos asistieron al evento de 1963, mientras los aviones de la Fuerza Aérea de los Estados Unidos pasaban por encima. También asistieron al evento la 28 División de la Guardia Nacional de Pensilvania encabezada por el mayor general Henry F. Fluck, la Banda de Infantería de Marina de los Estados Unidos y el 3er Regimiento de Infantería (La Vieja Guardia) del Ejército de los Estados Unidos. El desfile terminó en la entrada trasera del Cementerio Nacional de Gettysburg.

## Historia administrativa
El Parque Militar Nacional de Gettysburg se administra en la región de los Apalaches del Atlántico Norte, también conocida como la región Noreste.
Superintendentes anteriores y actuales del Parque Militar Nacional de Gettysburg fueron: 
- John P. Nicholson: 11 de febrero de 1895 - 8 de marzo de 1922[15]
- Coronel Emmor B. Cope: 8 de marzo de 1922: - 27 de mayo de 1927
- James B. Aumen: 27 de mayo de 1927 - 27 de junio de 1927
- Coronel EE Davis: 27 de junio de 1927- 24 de agosto de 1932
- J. Frank Barber: 24 de agosto de 1932 - 7 de febrero de 1933
- James R. McConaghie: 7 de febrero de 1933 - 1 de febrero de 1941
- J. Walter Coleman: 1 de febrero de 1941 - 1 de julio de 1958
- James B. Myers: 1 de julio de 1958 - 2 de marzo de 1963
- Kittridge A. Ala: 2 de marzo de 1963 - 16 de enero de 1966
- George F. Emery: 16 de enero de 1966 - 28 de noviembre de 1970
- Jerry L. Schober: 13 de diciembre de 1970 - agosto de 1974
- John R. Earnst: agosto de 1974 - 1994
- John Latschar: 1994 - 26 de octubre de 2009[16][17]
- Brion Fitzgerald: 26 de octubre de 2009 - 1 de marzo de 2010
- Robert Kirby: 1 de marzo de 2010 - 1 de enero de 2014[18]
- Ed Clark: 1 de enero de 2014 - 13 de octubre de 2017[19]
- Charles E. "Chuck" Hunt: 13 de octubre de 2017 - 19 de marzo de 2018[20]
- Chris Stein: 19 de marzo de 2018 - 24 de julio de 2018[21]
- Lewis H. Rogers Jr: 24 de julio de 2018 - 10 de diciembre de 2018[22]
- Ed Wenschhof Jr: 10 de diciembre de 2018 - 5 de abril de 2019[23]
- Kristina Heister: 16 de abril de 2019-10 de agosto de 2019[24]
- Steven D. Sims: 10 de agosto de 2019-presente[25]

## Desafíos ecológicos
A medida que el Parque Militar Nacional de Gettysburg aumenta en popularidad, se ha topado con cambios ecológicos causados por esta popularidad y también por causas naturales. 
Se estima que dos millones de personas visitan el parque cada año, y esta gran afluencia de visitantes han provocado preocupaciones respecto a sus efectos sobre el medioambiente. Las áreas naturales, como las zonas boscosas, los matorrales y los humedales, han sufrido estrés por la contaminación causada por el tráfico y el problema de las especies invasoras que amenazan la ecología del parque.